# قلعة تشلها
قلعة تشلها (بالفارسية: قلعه كچلها)) هي قرية إيرانية تقع في قسم لامرد الريفي في الناحية المركزية في مقاطعة لامرد، محافظة فارس، إيران.